# Église Sainte-Catherine de Duisburg
Pour les articles homonymes, voir église Sainte-Catherine.
L'église Sainte-Catherine (Sint-Catharinakerk en néerlandais) est une église de styles roman et gothique située à Duisburg sur le territoire de la commune belge de Tervuren, dans la province du Brabant flamand.

## Historique
L'église est classée monument historique depuis le 25 mars 1938 et figure à l'inventaire du patrimoine immobilier de la Région flamande sous la référence 42796.

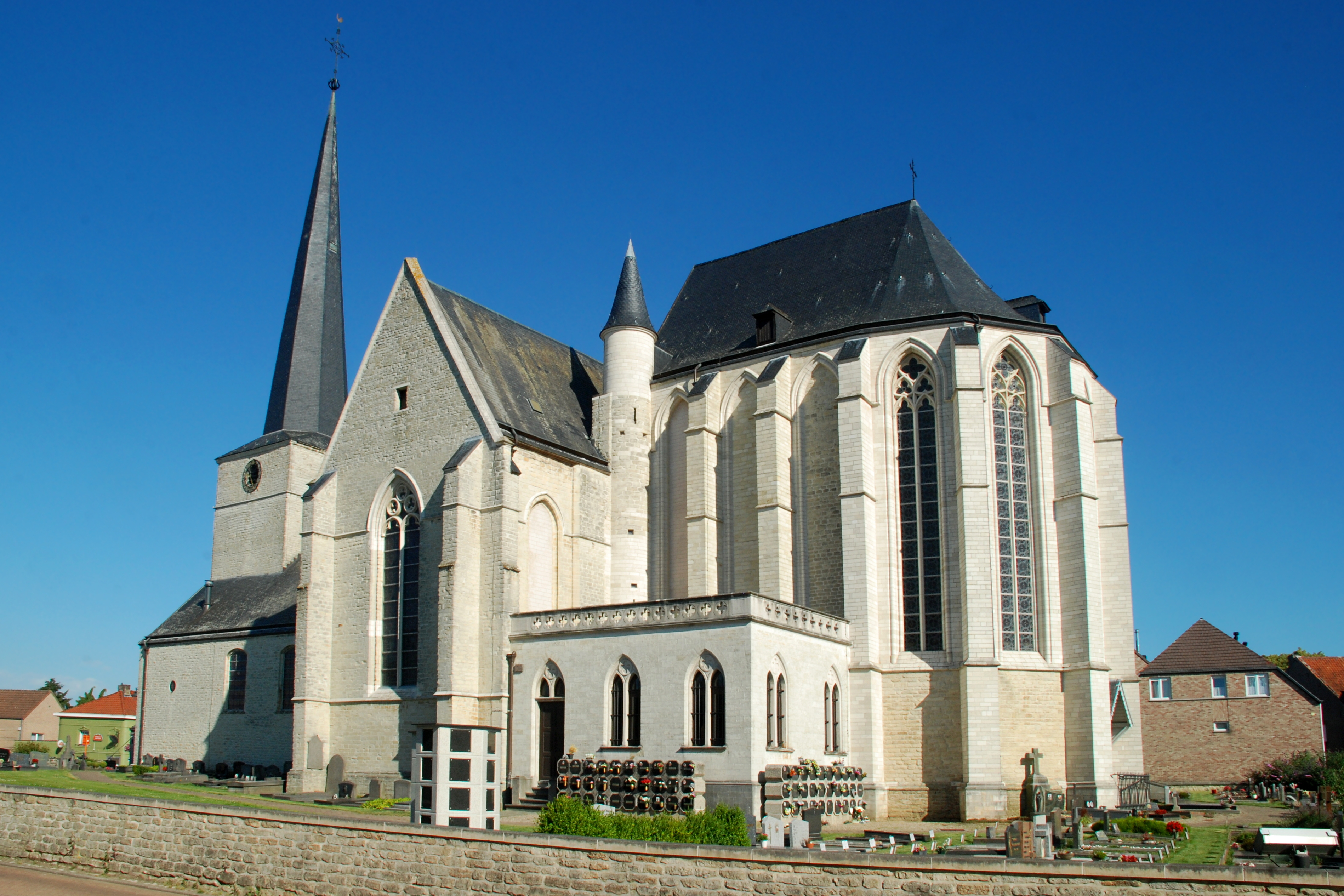
L'église vue du sud-est.

## Architecture

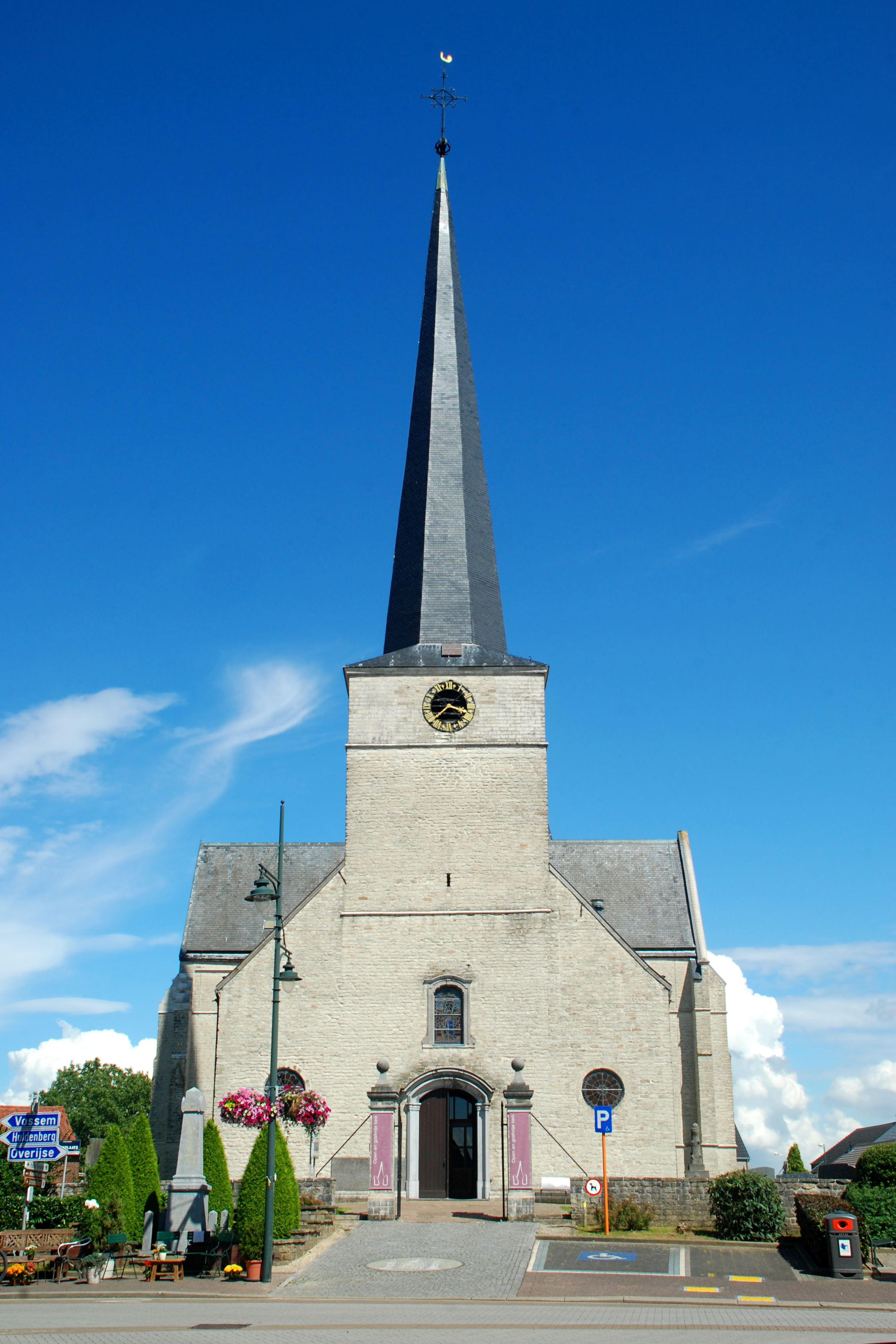
La façade.
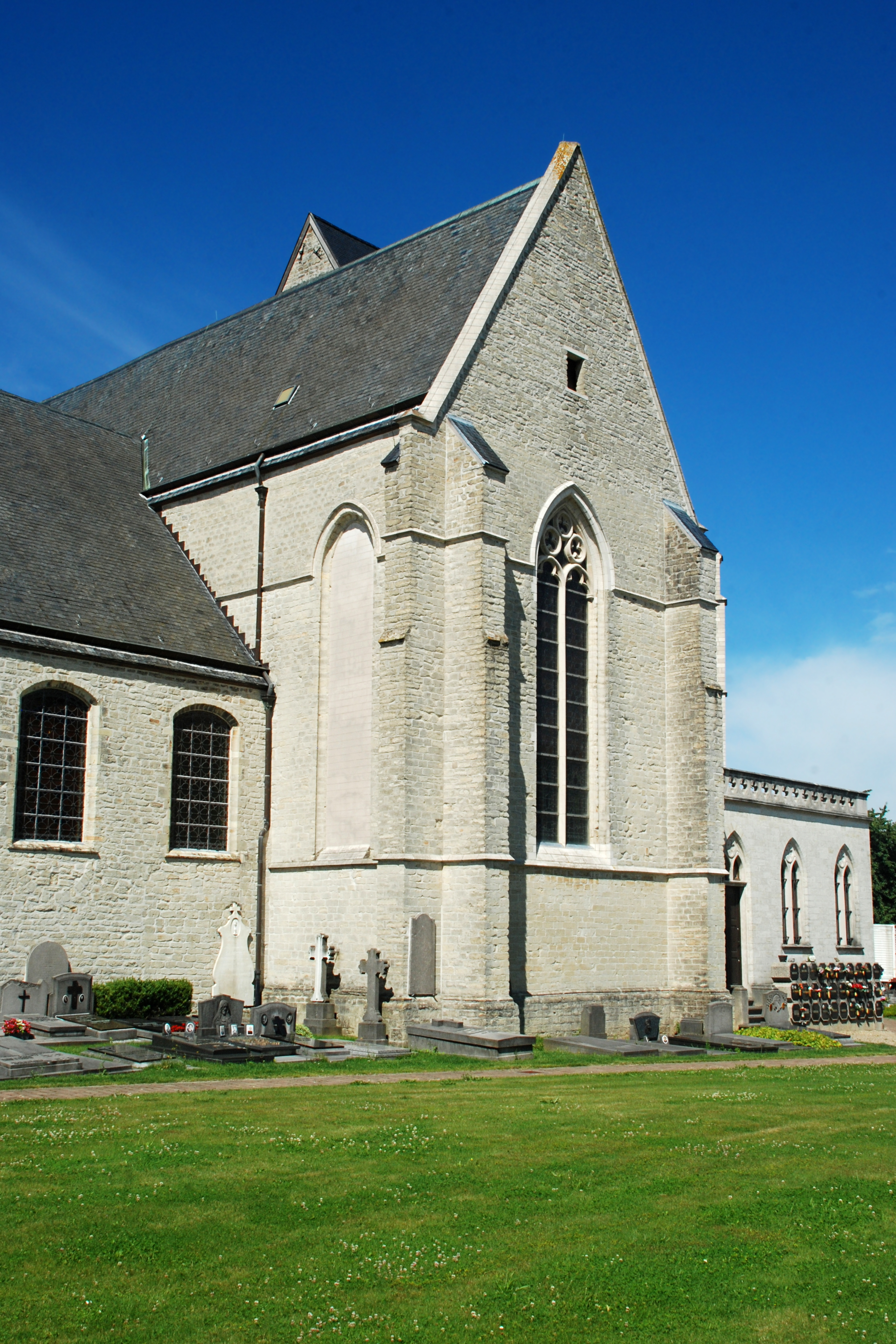
Le transept.
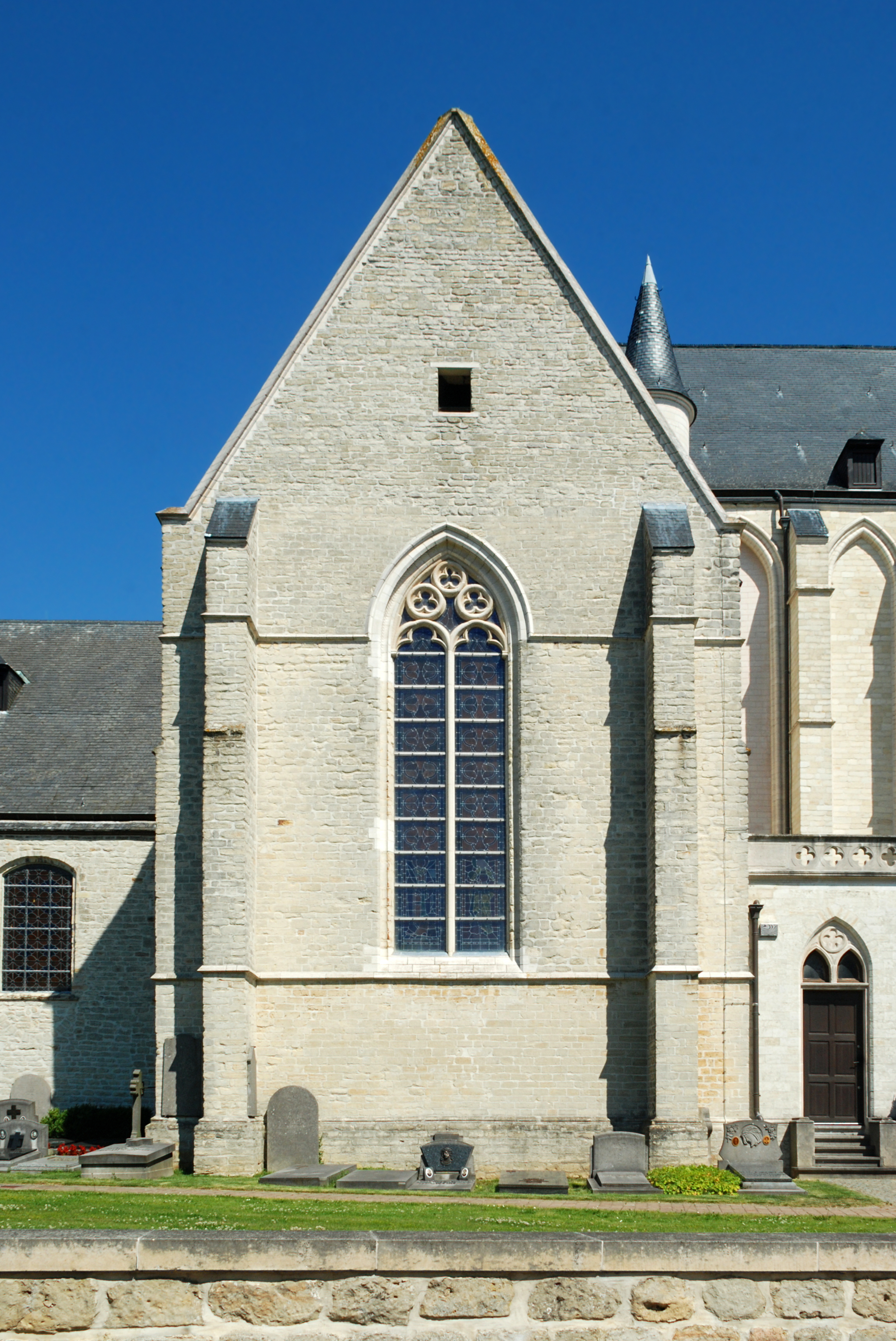
Le transept.
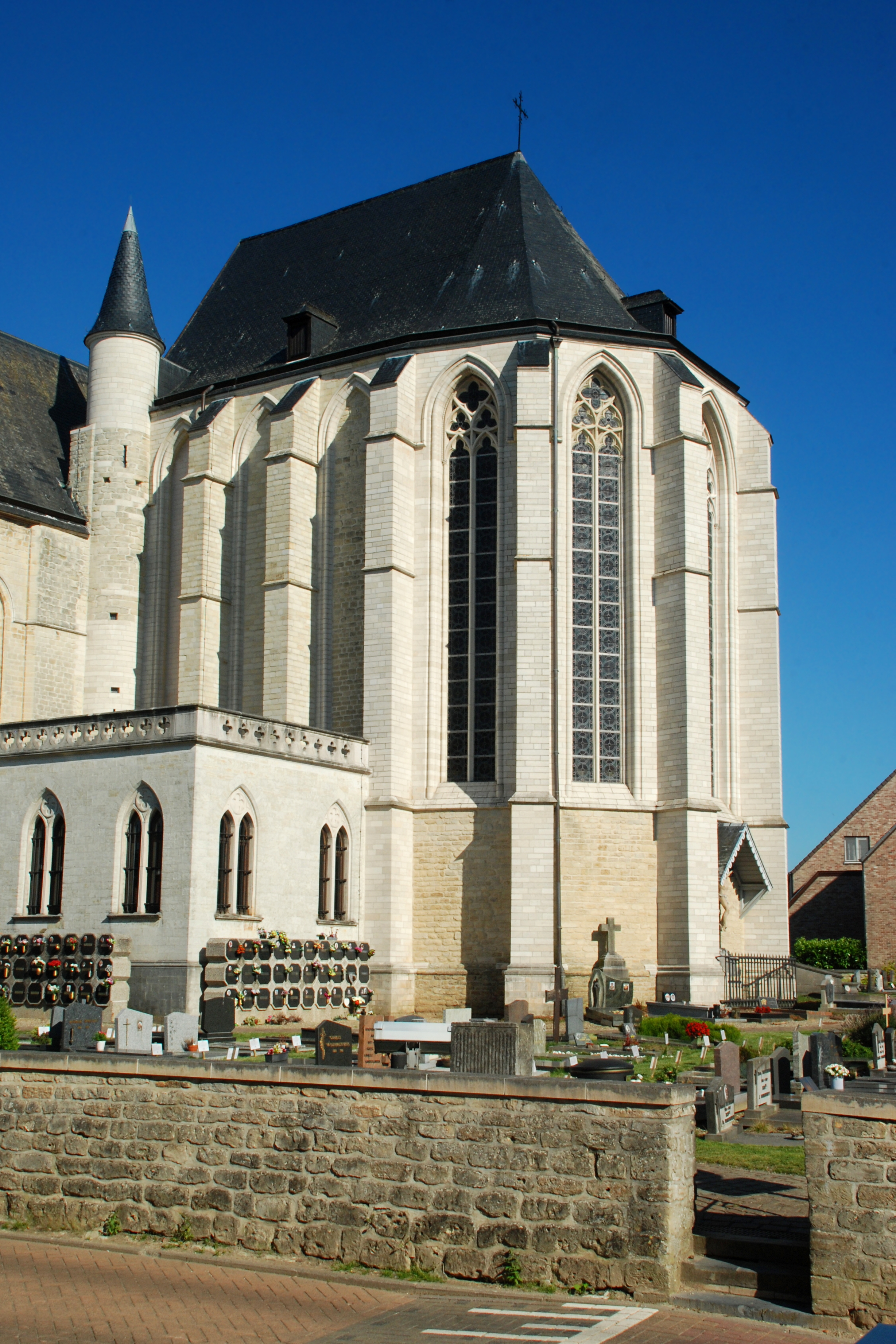
Le chevet.
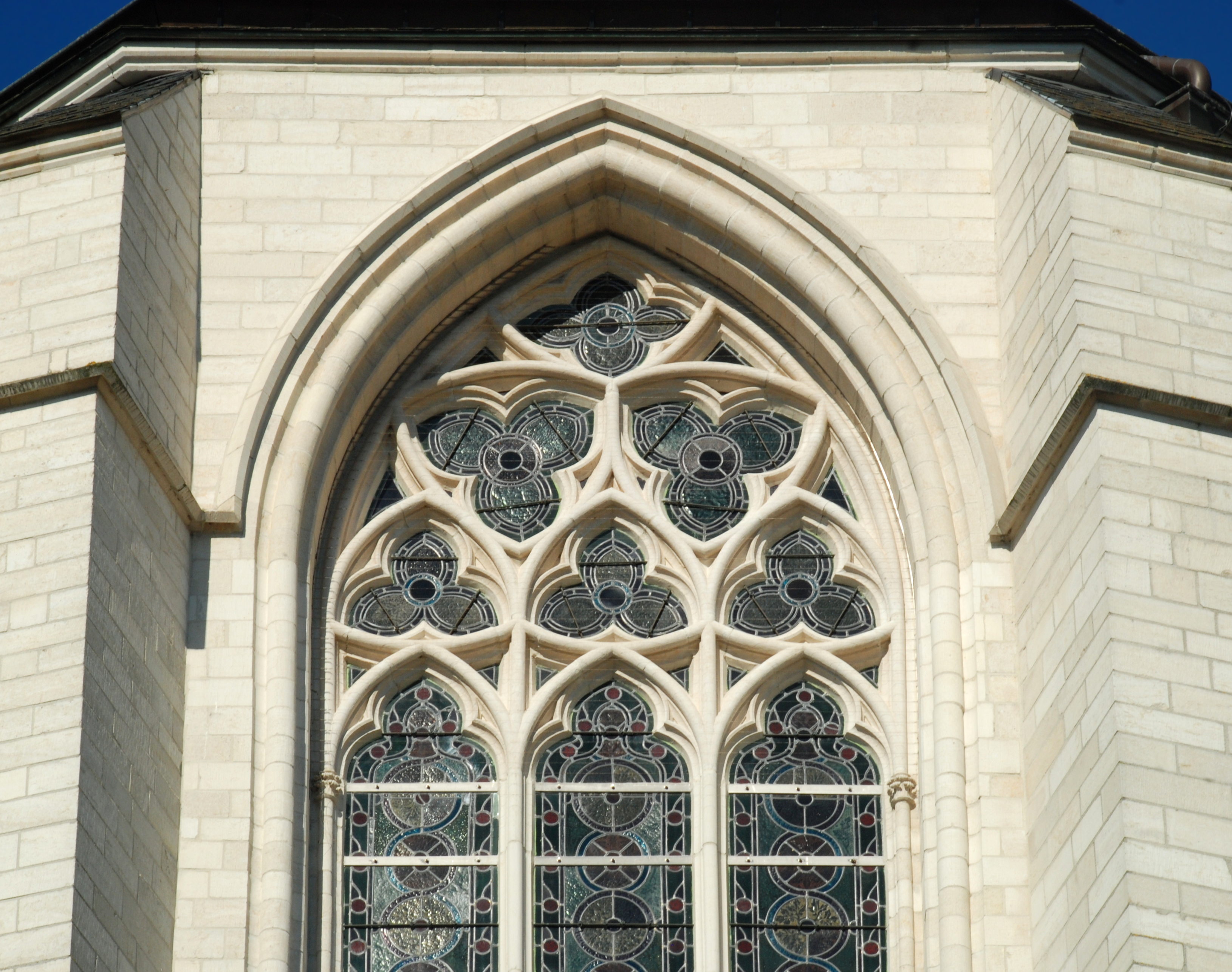
Remplage du chevet.